# البنك الاجتماعي الإسلامي المحدود
البنك الإجتماعي الإسلامي المحدود (SIBL) (بالبنغالية: সোশ্যাল ইসলামী ব্যাংক লিমিটেড) هو مصرف إسلامي مقره الشريعة الإسلامية في بنغلاديش. تأسس في 22 نوفمبر 1995 كبنك الاستثمار الاجتماعي المحدود. في وقت لاحق تم تغيير الاسم إلى اسمه الحالي. حتى مارس 2020، للبنك 161 فرعاً بما في ذلك 22 فرعاً (موزع معتمد) و 27 فرعاً و 108 منافذ مصرفية للوكلاء.

## مساهمة
| نوع    | النسبة المئوية |
| ------ | -------------- |
| المدير | 30.23%         |
| معهد   | 48.10%         |
| أجنبي  | 1.36%          |
| عامة   | 20.21%         |

## الشركات التابعة
1. البنك الإجتماعي الإسلامي المحدود للأوراق المالية المحدودة (SIBLSL)[4]
2. البنك الإجتماعي الإسلامي المحدود للإستثمار المحدودة (SIBLIL)

## روابط خارجية
- موقع البنك الرئيسي
- حول البنك الإجتماعي الإسلامي المحدود